# شوربة إيكا
شوربة إيكا، وتُعرف أيضًا باسم إيكوكو، هي طعام تشتهر به ثلاث قبائل في المنطقة الشرقية من نيجيريا، يتم تحضيره من نواة النخيل المهروسة والفول السوداني المحمص وبذور البين. من الأفضل تناول حساء الإيكا مع الأطعمة النشوية مثل الفوفو.

## الأصل
الحساء شائع بين السكان في ولاية بينو وولاية كوجي وولاية كروس ريفر. يُعرف حساء بذور بيني باسم حساء إيشوا من قبيلة تيف، وتسميه قبل الهوسا باسم "ريدي". 

### المكونات
بن محمص، فول سوداني محمص، لب النخيل، لحم، خضار، وغيرها.

### التحضير
لتحضير شوربة إيكا يُقلى اللحم أولاً في مقلاة لبضع دقائق. بعد ذلك تخلط بذور البين المحمصة والفول السوداني المحمص وهريس نواة النخيل معًا. 
يكوّر الخليط المخلوط بشكل كرات صغيرة ويُطهى في زيت النخيل النباتي (الأوراق المرة) وتضاف مكونات أخرى مثل ماجي والبصل والملح وجراد البحر وما إلى ذلك. 

## أنظر أيضاً
- المطبخ النيجيري
- شوربة جوز الهند